# يان دايموند
يان دايموند (بالإنجليزية: Ian Diamond)‏ هو إحصائي بريطاني، ولد في 14 مارس 1954 في Kingskerswell ‏ في المملكة المتحدة.